# 바실리 알렉세비치 페로브스키

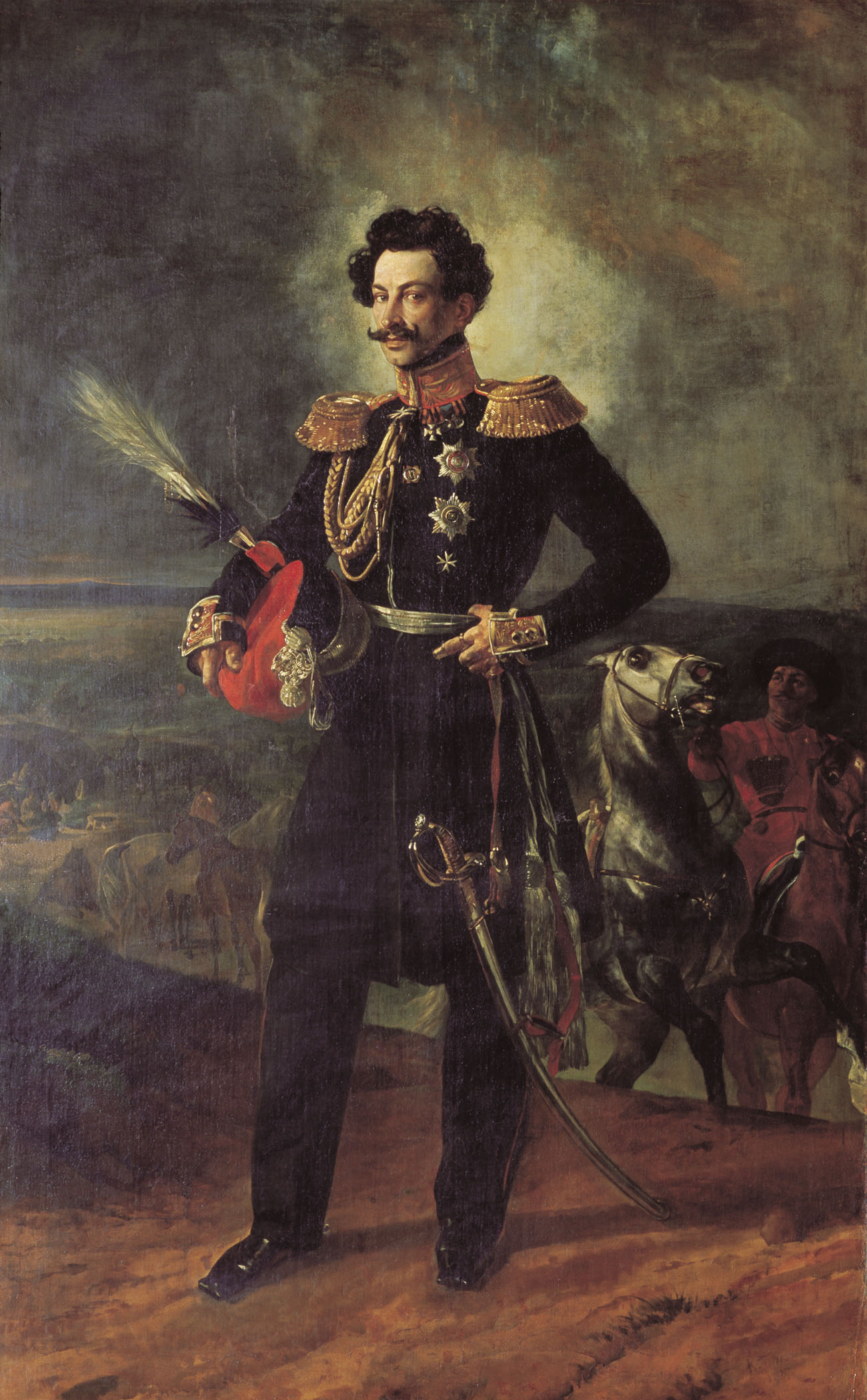
1837년 카를 브률로프가 그린 부관 참모 백작 바실리 페로브스키

백작 바실리 알렉세비치 페로브스키(러시아어: Василий Алексеевич Перовский) (1794년~1857년)은 러시아 제국의 장교이자 정치가이다.
모스크바 대학교에서 공부한 이후, 1811년 그는 알렉산드르 1세 차르의 수행원이 되었다. 모스크바의 보로디노 전투로 인해 후퇴한 이후, 그는 프랑스군의 포로가 되었으며 1814년 파리 함락때까지 포로 생활을 했다. 이후 1828년 튀르키예에서 전쟁을 하던 도중 심한 상처를 입었다.
1833년 페로브스키는 오렌부르크의 군사 총독으로 임명받았다. 1839년, 그는 카스피해 부근 러시아 국경에서 투르크멘인이 러시아인을 포로로 삼아 노예로 판매하는 것에 대한 보복과 더불어 1839년 제1차 영국-아프가니스탄 전쟁으로 영국이 한눈파는 사이 러시아 국경을 확장하기 위한 목적으로 히바 칸국의 침공을 주도했다. 페로브스키의 원정대는 보병 5,200명과 낙타 10,000로 이루어졌다. 빈약한 계획과 여러 불운으로 인해 원정대는 최악의 겨울이 오는 1839년 11월에 출발했고 결국 1840년 2월 1일에는 되돌아와야 했다. 원정대는 제대로 전투하지고 못하고 5월에 오렌부르크로 돌아와야 했다.

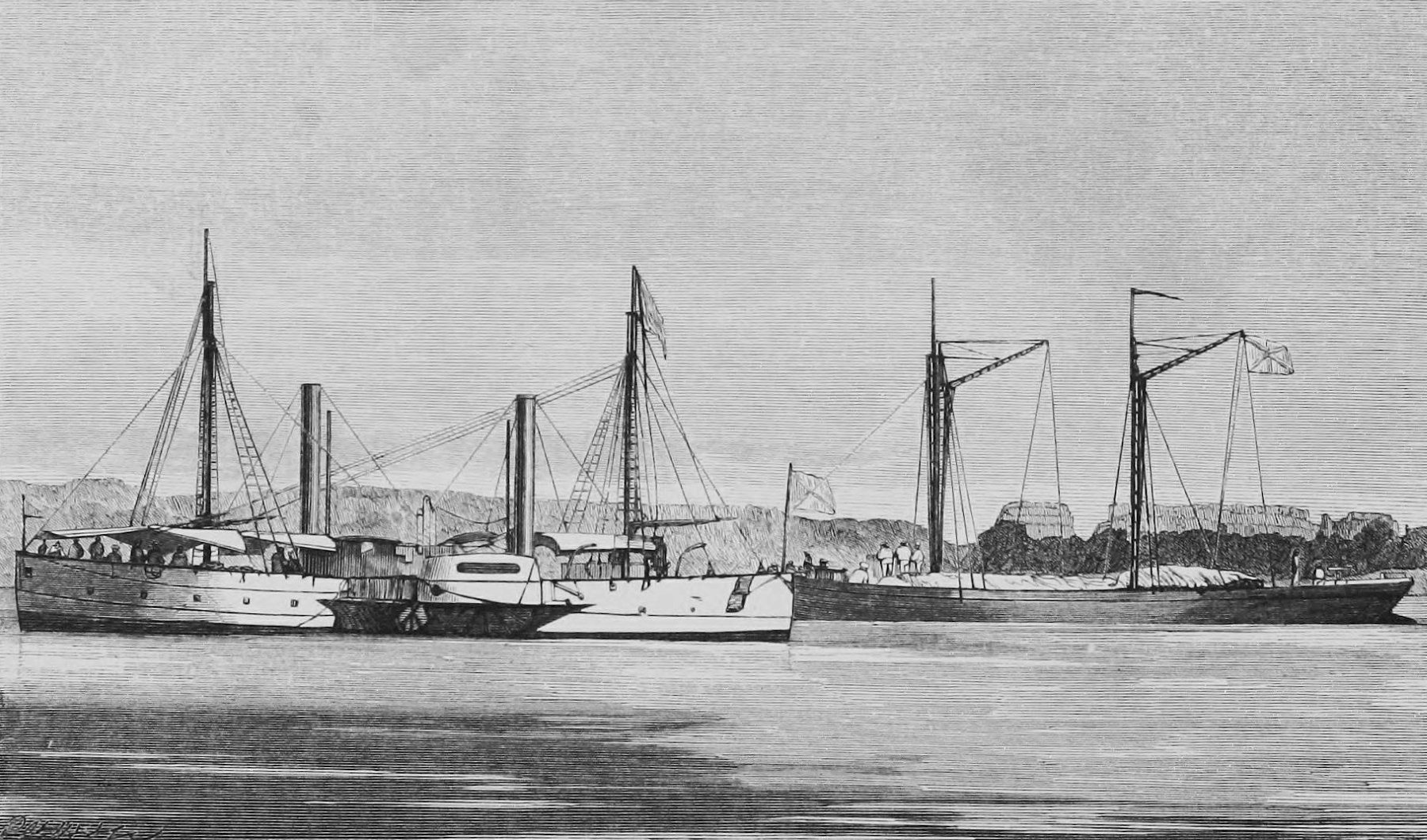
페로브스키의 아랄 함대 모습. 증기선 중 하나에는 자신의 이름인 페로브스키라는 이름이 붙여져 있다.

1842년, 페로브스키는 오렌부르크의 총독에서 사임했지만, 1851년 다시 복귀했다. 이때, 히바 칸국과 코칸트 칸국에 대한 중앙아시아의 작전은 훨씬 더 성공적으로 끝났다. 그의 군이 1853년 코칸트 칸국의 아크메체트 요새를 점령한 이후 이 요새는 포트페로브스키로 개명했다. 그의 군사적 성공은 이후 1854년 러시아 제국과 히바 칸국간 겐데미안스키 평화 조약을 맺도록 하는 역할을 했다. 이러한 업적을 통해 그는 1855년 백작 직위에 오르게 되었다. 1857년 4월 7일 은퇴한 그는 같은 해 12월 8일 사망했다.